# Olimpiai rekordok listája rövidpályás gyorskorcsolyában
Ez a lap az olimpiai rekordok listája rövidpályás gyorskorcsolyában.

## Férfiak
| Versenyszám        | Idő      | Sportoló(k)                                              | Ország             | Játékok            | Dátum             | Forrás |
| ------------------ | -------- | -------------------------------------------------------- | ------------------ | ------------------ | ----------------- | ------ |
| 500 méter          | 39,584   | Wu Dajing                                                | Kína (CHN)         | 2018, Phjongcshang | 2018. február 22. | [ 1 ]  |
| 1000 méter         | 1:23,042 | Hwang Dae-heon                                           | Dél-Korea (KOR)    | 2022, Peking       | 2022. február 5.  |        |
| 1500 méter         | 2:09,213 | Liu Shaolin Sándor                                       | Magyarország (HUN) | 2022, Peking       | 2022. február 9.  |        |
| 5000 méteres váltó | 6:31,971 | Liu Shaoang Liu Shaolin Sándor Knoch Viktor Burján Csaba | Magyarország (HUN) | 2018, Phjongcshang | 2018. február 22. | [ 2 ]  |

## Nők
| Versenyszám        | Idő      | Sportoló(k)                                                       | Ország          | Játékok      | Dátum             | Forrás |
| ------------------ | -------- | ----------------------------------------------------------------- | --------------- | ------------ | ----------------- | ------ |
| 500 méter          | 42,379   | Suzanne Schulting                                                 | Hollandia (NED) | 2022, Peking | 2022. február 5.  |        |
| 1000 méter         | 1:26,514 | Suzanne Schulting                                                 | Hollandia (NED) | 2022, Peking | 2022. február 9.  |        |
| 1500 méter         | 2:16,993 | Choi Min-jeong                                                    | Dél-Korea (KOR) | 2022, Peking | 2022. február 16. |        |
| 3000 méteres váltó | 4:03,409 | Suzanne Schulting Selma Poutsma Xandra Velzeboer Yara van Kerkhof | Hollandia (NED) | 2022, Peking | 2022. február 13. |        |

## Vegyes
| Versenyszám        | Idő      | Sportoló(k)                                                        | Ország          | Játékok      | Dátum            | Forrás |
| ------------------ | -------- | ------------------------------------------------------------------ | --------------- | ------------ | ---------------- | ------ |
| 2000 méteres váltó | 2:36,437 | Suzanne Schulting Xandra Velzeboer Itzhak de Laat Jens van 't Wout | Hollandia (NED) | 2022, Peking | 2022. február 5. | [ 3 ]  |